# Комплекс ВЕС Ганьсу
Комплекс вітроелектростанцій Ганьсу (Комплекс ВЕС Ганьсу) — група великих вітроелектростанцій в провінції Ганьсу в околицях міста Цзюцюань, КНР. Комплекс ВЕС є одним з шести державних проектів уряду КНР в області вітроенергетики, метою якого є створення в цьому регіоні низки ВЕС загальною потужністю 20 ГВт і вартістю 120 млрд юанів ($17,5 млрд). У листопаді 2010 року встановлена потужність станцій досягла 5,16 ГВт.
Реалізація проекту розділена на ряд фаз: перша включала в себе будівництво 18 ВЕС потужністю 200 МВт і 2 ВЕС 100 МВт загальною потужністю 3,8 ГВт; друга потужністю 8 ГВт включає будівництво 40 ВЕС 200 МВт кожна. Планований ріст потужності становить — 5,16 ГВт до 2010 року, 12,71 ГВт до 2015 і 20 ГВт до 2020 року.
У 2008 році велося будівництво лінії ЛЕП напругою 750 кВ для передачі електроенергії, що виробляється. Електрика, вироблена енерговузлом, продається за ціною 0,54 юань/кВт·год (≈1 грн/кВт·год).